# Elijah Harkless
Elijah Harkless (San Bernardino, 3 febbraio 2000) è un cestista statunitense di ruolo guardia.

## Biografia
Harkless ha frequentato la Etiwanda High School a Rancho Cucamonga, dove nel suo anno da senior ha ottenuto una media di 10 punti e 5 assist a partita.

## Carriera
Dal 2018 al 2020, Harkless gioca per la Cal State University ottenendo una media di 8,1 punti, 4,5 rimbalzi, 2,6 assist e 1,4 palle rubate a partita, prima di trasferirsi all'Università dell'Oklahoma. Qui gioca 29 partite con una media di 9,1 punti, 4,7 rimbalzi, 2,0 assist e 1,6 palle rubate. Nel suo ultimo anno da collegiale, Harkless si trasferisce a UNLV dove guida la squadra per punti, rimbalzi, assist e partite, ottenendo una media di 19,1 punti, 5,1 rimbalzi, 3,4 assist e 1,6 palle rubate a partita.
Rimasto undrafted al draft NBA 2023, Harkless firma con gli Ontario Clippers. Gioca 20 partite con una media di 11,6 punti, 3,9 rimbalzi, 3,2 assist e 1,0 palle rubate a partita.
Nell'aprile del 2024, firma con i Saskatchewan Rattlers nella Canadian Elite Basketball League dove in 27 partite, ha una media di 11,4 punti, 3,7 rimbalzi, 2,9 assist e 1,0 palle rubate.
Firmato dai Los Angeles Clippers nel settembre 2024, Harkless si unisce poco dopo ai San Diego Clippers.
Il 1 gennaio si unisce con un contratto two-way agli Utah Jazz.

## Statistiche

### College
| Anno      | Squadra          | PG  | PT | MP   | TC%  | 3P%  | TL%  | RP  | AP  | PRP | SP  | PP   |
| --------- | ---------------- | --- | -- | ---- | ---- | ---- | ---- | --- | --- | --- | --- | ---- |
| 2018-2019 | CSUN Matadors    | 18  | 2  | 14,3 | 41,7 | 33,3 | 50,9 | 2,5 | 2,1 | 0,9 | 0,1 | 3,9  |
| 2019-2020 | CSUN Matadors    | 32  | 23 | 29,5 | 45,5 | 36,0 | 69,7 | 5,8 | 2,9 | 1,7 | 0,4 | 10,7 |
| 2020-2021 | Oklahoma Sooners | 23  | 17 | 28,7 | 42,2 | 32,1 | 63,5 | 5,4 | 2,3 | 1,9 | 0,3 | 8,1  |
| 2021-2022 | Oklahoma Sooners | 26  | 23 | 29,0 | 42,3 | 32,3 | 63,8 | 4,1 | 1,7 | 1,3 | 0,2 | 10,0 |
| 2022-2023 | UNLV R. Rebels   | 32  | 32 | 30,9 | 41,4 | 28,6 | 77,8 | 5,1 | 3,4 | 1,6 | 0,2 | 19,1 |
| Carriera  | Carriera         | 131 | 97 | 27,5 | 42,6 | 31,1 | 69,9 | 4,8 | 2,6 | 1,5 | 0,2 | 11,2 |

### NBA

#### Regular season
| Anno      | Squadra   | PG | PT | MP   | TC%  | 3P%  | TL%  | RP  | AP  | PRP | SP  | PP  |
| --------- | --------- | -- | -- | ---- | ---- | ---- | ---- | --- | --- | --- | --- | --- |
| 2024-2025 | Utah Jazz | 10 | 0  | 13,8 | 31,4 | 28,0 | 50,0 | 2,1 | 0,8 | 1,0 | 0,1 | 3,2 |
| Carriera  | Carriera  | 10 | 0  | 13,8 | 31,4 | 28,0 | 50,0 | 2,1 | 0,8 | 1,0 | 0,1 | 3,2 |

### G League
| Anno      | Squadra            | PG | PT | MP   | TC%  | 3P%  | TL%  | RP  | AP  | PRP | SP  | PP   |
| --------- | ------------------ | -- | -- | ---- | ---- | ---- | ---- | --- | --- | --- | --- | ---- |
| 2023-2024 | Ontario Clippers   | 27 | 4  | 20,9 | 49,3 | 41,9 | 75,0 | 3,7 | 2,9 | 1,0 | 0,2 | 11,4 |
| 2024-2025 | San Diego Clippers | 18 | 8  | 27,1 | 43,8 | 36,2 | 79,7 | 5,7 | 3,7 | 2,3 | 0,7 | 16,4 |
| 2024-2025 | S.L.C. Stars       | 17 | 16 | 31,6 | 43,8 | 41,3 | 73,3 | 5,4 | 4,6 | 1,2 | 0,6 | 27,1 |
| Carriera  | Carriera           | 62 | 28 | 25,6 | 45,3 | 39,9 | 75,7 | 4,7 | 3,6 | 1,5 | 0,5 | 17,1 |

## Palmarès
- NBA Development League Most Improved Player Award (2025)